# Базельський собор

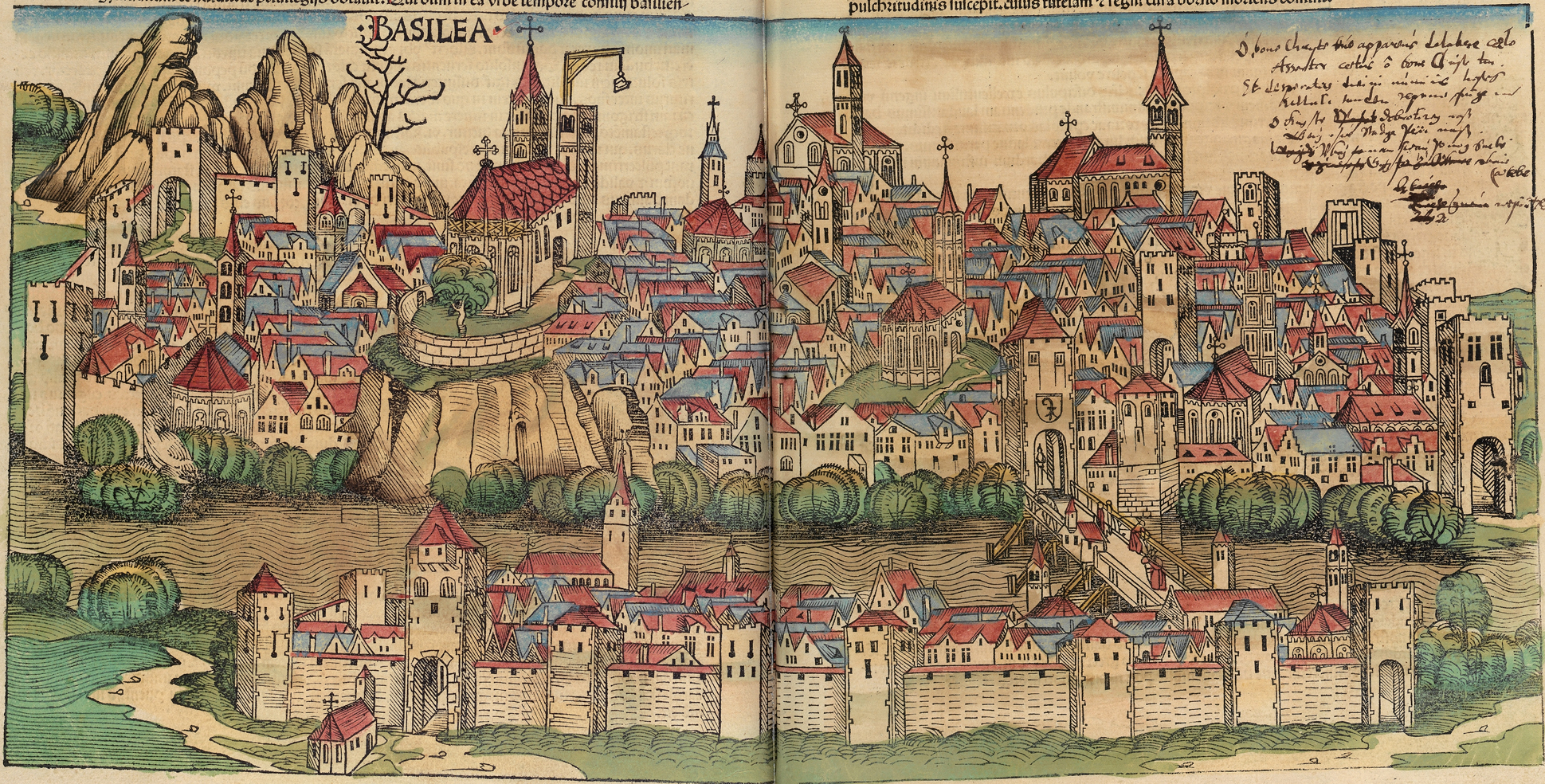
Базель бл. 1400 р.

Ба́зельський со́бор — собор католицької церкви, що засідав у 1431—1449 спочатку в Базелі, Швейцарія, з 1448 — в Лозанні. Не прираховується до вселенських соборів, однак є одним із визначних синодів католицької церкви.
Собор був скликаний папою Мартином V у 1431 для реформування церкви, врегулювання військового конфлікту з гуситами і возз'єднання Західної та Східної церков. Насправді собор став ареною боротьби папи і собору за верховну владу. Ще до відкриття собору Мартин V помер.
Базельський собор проходив в обстановці глибокого занепаду папства, викликаного так званою Західною схизмою, і успіхів раннього реформаційного руху. На Базельському соборі розгорнулася боротьба з папством прихильників руху, який відстоював ідею верховенства вселенських соборів над владою пап. Базельський собор підтвердив рішення Констанцського собору (1414—1418) про примат вселенського собору над папою, оголосив про скасування ряду поборів на користь папської курії, також оголосив про регулярне скликання провінційних соборів і свободи церковних виборів. Перемоги гуситів у Чехії змусили Базельський собор піти на компроміс з помірними гуситами — «чашниками» (в 1433 з ними були укладені Празькі компактати).
Папа Євгеній IV (1431—1447) не визнав рішень Базельського собору, оголосив про його розпуск, а в 1438 скликав на противагу Базельському собору собор у Феррарі, перенесений в 1439 у Флоренцію. Базельський собор у 1439 оголосив про позбавлення влади Євгена IV і обрав папою під ім'ям Фелікса V (згодом визнаного антипапою), герцога Савойського Амедео VIII.
Перехід на бік Євгенія IV багатьох володарів Європи, що раніше підтримували Базельський собор, ослаблення престижу собору, покинутого більшістю його членів, призвели до поразки прихильників соборного руху. Собор, переведений у 1448 до Лозанни, в 1449 визнав нового папу — Миколу V (1447—1455) і оголосив про свій розпуск. Дії Базельського собору підірвали авторитет католицької церкви і підготували ґрунт для Реформації XVI століття.